# زرينه
زرينه (بالفارسية: زرینه) هي مدينة تقع في إيران في ناحية كرفتو. يقدر عدد سكانها بـ 1,272 نسمة .